# 亚胺

亚胺的通式

亚胺（英語：imine）是一种含碳－氮双键的官能团或有机化合物，通式为：R1R2C=NR3，其中氮原子连接一个氢原子（H）或一个有机基团（R3），碳原子则与另两个基团以单键连接。

## 命名与分类
亚胺可视为醛或酮中氧原子被NR基团（R可以是氢或有机基团）所取代得到的产物。若NR3中的R3＝H，化合物为一级亚胺；若R3＝烃基，则化合物为二级亚胺。亚胺是一种可参与多种反应的化合物，其应用在有机化学中随处可见。 若R3＝OH，则称为：肟；若R3＝NH2，则称为：腙。

### 醛亚胺与酮亚胺
当一级亚胺的碳原子同时连接了一个烃基和一个氢原子（H）则称为：一级醛亚胺；二级亚胺具有这样的形式则称为：二级醛亚胺。
一级亚胺的碳原子连接了两个烃基则称为：一级酮亚胺；二级亚胺具有这种形式则称为：二级酮亚胺。

一级醛亚胺
二级醛亚胺
一级酮亚胺
二级酮亚胺

### 俗名
|  |

亚胺有许多别名，它们不按照IUPAC命名法进行命名。若亚胺的R3为烷基或芳基取代基，则称之为：希夫碱，其为纪念化学家雨果·希夫。希夫碱的生成是酶与底物结合的常见形式。酶的伯胺残基会进攻底物上的羰基（醛或酮），形成稳定的中间产物施夫碱。例如：醛缩酶与1,6-二磷酸果糖的结合，生成3-磷酸甘油醛和磷酸二羟丙酮。

## 亚胺的合成
制备亚胺的典型方法是通过伯胺和醛发生缩合反应（与酮缩合相比较少见）。该反应机理是胺的孤对电子先进攻羰基发生亲核加成，得到半缩醛胺（-C(OH)(NHR)-）中间体，而后继续消除一分子水得到亚胺（更详细的机理参见烷基亚胺去氧双取代反应）。由于反应平衡更倾向于羰基化合物与胺一侧，因此反应过程需要共沸蒸馏、回流分水或使用脱水试剂如：分子筛，以使平衡向形成亚胺化合物的方向移动。
下列为合成亚胺的一些方法：
- 碳原子上含活泼氢的化合物与亚硝基化合物发生缩和反应生成亚胺。
- Stieglitz重排反应中，三苯基取代的N-卤代胺重排制备芳香二级亚胺。
- 半缩醛胺的脱水反应制备亚胺。[6]
- 施密特反应烯烃与叠氮酸得到亚胺中间体。
- Hoesch反应中，腈与盐酸和芳烃得到亚胺，以制备芳香酮。
- Asinger反应中，通过亚胺合成3-噻唑啉。

## 亚胺的反应
亚胺参与的最重要的反应为水解反应，即合成相应的胺与羰基化合物的反应，其他亚胺参与的反应大多类似于醛与酮类化合物的反应。
- 亚胺与另一分子胺反应得到缩醛胺，例如合成：瓜环。
- 在氮杂双烯狄尔斯–阿尔德反应中，亚胺与二烯烃反应得到四氢吡啶。
- 亚胺可与间氯过氧苯甲酸（mCPBA）发生氧化反应得到氧杂氮杂环丙烷。
- 在Povarov反应中，芳香亚胺与烯醇醚反应得到喹啉。
- 氮杂－贝里斯－希尔曼反应中，对甲苯磺酰亚胺与α,β-不饱和羰基化合物反应得到烯丙基胺。
- Eschweiler-Clarke反应中，胺与甲酸进行烷基化反应过程中，亚胺作为中间体存在。
- 亚胺可作为中间体参与糖化学中的重排反应，如：Amadori重排反应。
- 亚胺可通过不稳定的锍叶立德，发生亚甲基转移反应从而制备氮丙啶衍生物。
- 还原胺化反应中，亚胺是重要的中间体。

### 酸－碱反应
类似于胺类化合物，亚胺具有微弱的碱性，能够可逆的质子化得到亚胺鎓离子盐。亚胺鎓离子衍生物可通过转移氢化反应或与等当量的氰基硼氢化钠反应，很容易发生还原得到胺。由于从不对称酮衍生而来的亚胺具有前手性，因此亚胺是合成手性胺类化合物的常用方法之一。

### 作为配体
在配位化学中，亚胺是常见的配体。水杨醛与乙酰丙酮发生的缩和反应可得到含有亚胺的鳌合试剂，如：salen配合物。

### 亚胺的还原
亚胺可通过氢化反应还原为胺，如：合成间甲苯基苄胺：
其他的还原试剂有：四氢锂铝与硼氢化钠。
1973由Kagan第一次发现了亚胺的不对称还原反应：底物Ph(Me)C=NBn与PhSiH2，在手性配体DIOP和铑催化剂(RhCl(CH2CH2)2)2条件下发生氢化硅烷化反应。 自此之后，又发展出许多针对亚胺的不对称反应。

## 立体化学
C=N双键的存在可以产生很多立体异构体。为了得到单一的产物，人们发明了很多合成方法。最有名的是托普反应和齐格勒反应（Ziegler's reaction）。

## 生物作用
亚胺在自然中很常见，如： 维生素B6可促进氨基酸通过亚胺化合物来进行脱氨。